# アントウェルペン＝ダム駅

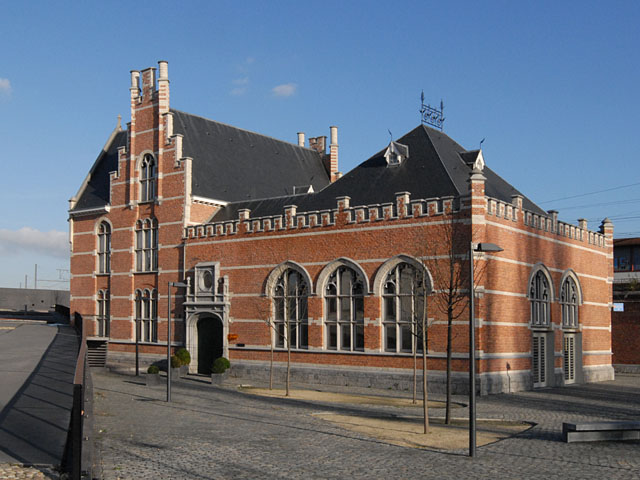
駅舎

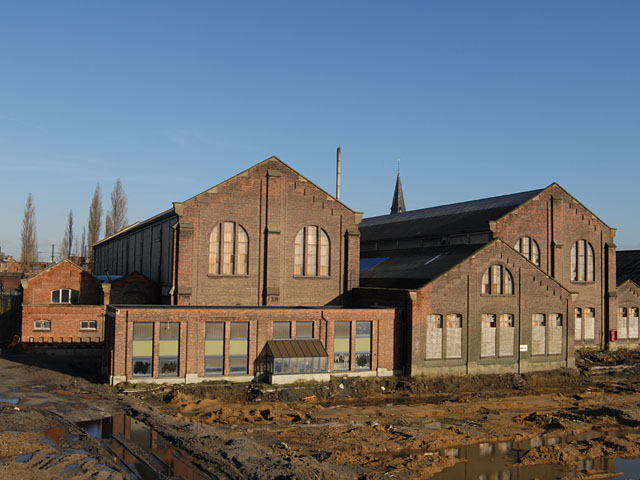

アントウェルペン＝ダム駅（Station Antwerpen-Dam）は、オランダ方面に向かうベルギー国鉄12号線の鉄道駅である。1854年の開業時から1905年までスタイフェンベルク駅(station Stuyvenberg)と名付けられていた。当駅はローカル列車(L)が停車するのみである。
HSL 4などの高速新線整備計画の一環でアントウェルペン＝ベルヘム駅からアントウェルペン中央駅を経由した連絡線トンネルが当駅まで整備されている。

## 駅概要
- 開業年 1854年
- 駅コード　FNDM
- 乗り入れ路線 12 - 27
- 番線数 4

座標: 北緯51度13分55秒 東経4度25分33秒 / 北緯51.23194度 東経4.42583度